# Ван Хёйзен, Стивен
Стивен Джордж ван Хёйзен (англ. Stephen George van Huizen, 1 сентября 1958) — малайзийский хоккеист (хоккей на траве), полевой игрок, тренер. Участник летних Олимпийских игр 1984 года как игрок, летних Олимпийских игр 2000 года как тренер, бронзовый призёр летних Азиатских игр 1982 года.

## Биография
Стивен ван Хёйзен родился 1 сентября 1958 года.
В 1984 году вошёл в состав сборной Малайзии по хоккею на траве на летних Олимпийских играх в Лос-Анджелесе, занявшей 11-е место. Играл в поле, провёл 7 матчей, мячей не забивал.
В 1982 году завоевал бронзовую медаль хоккейного турнира летних Азиатских игр в Нью-Дели.
В 2000 году был главным тренером сборной Малайзии на хоккейном турнире летних Олимпийских игр в Сиднее, где его подопечные заняли 11-е место.

## Семья
Отец Лоуренс ван Хёйзен (1930—2019) и дядя Питер ван Хёйзен (1932—2011) также играли за сборную Малайзии по хоккею на траве. Питер ван Хёйзен участвовал в летних Олимпийских играх 1956 года, Лоуренс ван Хёйзен — в летних Олимпийских играх 1964 года.